# Mahidpur
Mahidpur è una suddivisione dell'India, classificata come municipality, di 28.080 abitanti, situata nel distretto di Ujjain, nello stato federato del Madhya Pradesh. In base al numero di abitanti la città rientra nella classe III (da 20.000 a 49.999 persone).

## Geografia fisica
La città è situata a 23° 32' 05 N e 75° 38' 45 E.

## Società

### Evoluzione demografica
Al censimento del 2001 la popolazione di Mahidpur assommava a 28.080 persone, delle quali 14.464 maschi e 13.616 femmine. I bambini di età inferiore o uguale ai sei anni assommavano a 4.733, dei quali 2.414 maschi e 2.319 femmine. Infine, coloro che erano in grado di saper almeno leggere e scrivere erano 17.273, dei quali 10.139 maschi e 7.134 femmine.